# ماثيو سونيي
ماثيو سونيي (7 فبراير 1990 بهييريس في فرنسا - ) (بالفرنسية: Matthieu Saunier)‏ هو لاعب كرة قدم فرنسي في مركز الدفاع. شارك مع منتخب فرنسا تحت 17 سنة لكرة القدم ومنتخب فرنسا تحت 20 سنة لكرة القدم. أما مع النوادي، فقد لعب مع جيروندان بوردو ونادي تروا ونادي روديز.

## وصلات خارجية
- ماثيو سونيي على موقع الاتحاد الدولي (مؤرشف)  (الإنجليزية)
- ماثيو سونيي على موقع رابطة كرة القدم الفرنسية للمحترفين (الإنجليزية)
- ماثيو سونيي على موقع قاعدة بيانات كرة القدم.إي يو (الإنجليزية)
- ماثيو سونيي على موقع ليكيب (الفرنسية)
- ماثيو سونيي على موقع Soccerbase.com (لاعب) (الإنجليزية)
- ماثيو سونيي على موقع AS.com (الإسبانية)